# Héderváry VIII. István
Héderváry VIII. István (1587 előtt - Hédervár, 1624 július 15 és 27 közt.) Héderváry János (? -1587) fia. Bár a család köznemesi ágából származott, a bárói ág 1531-ben kihalt, mégis az 1611 évi nemesi összeírás báróként említi.

## Élete
1587-ben említik először, ekkor kiskorú.
Győr 1598 évi visszafoglalása után a törökök elől elmenekült jobbágyai pótlására 1600-ban hédervári és rárói birtokaira települő jobbágyoknak ígért 6 év adómentességet, 1609-ben újfalusi birtokára betelepülőknek ugyanezt ígérte 10 évre.

1604 után Imre testvére gyermektelenül elhunyt. 1620-ban 4000 aranyforintért zálogba vette a Majthényi család részét a berencsi várbirtokban.

## Családja
Első felesége Nebojszai Balogh Zsuzsanna volt, 1620 előtt megözvegyülve elvette Andrássy Katalint (? -1626).

Gyermekei:

Ferenc (1619 előtt - 1638 után)

István (1619 előtt - 1646) galántai báró Esterházy Erzsébet férje.

János(1620 - 1662) scopi címzetes püspök, győri kanonok, komáromi főesperes.

Anna (1624 - 1674) Szentgyörgyi Kerekes András (? - 1668), majd Poltári Soós István felesége.

Zsuzsanna (1624 - 1674) Veglai Horváth Zsigmond (? - 1663), majd Kapy Gábor felesége.